# Arthroleptis bivittatus
Arthroleptis bivittatus är en groddjursart som beskrevs av Müller 1885. Arthroleptis bivittatus ingår i släktet Arthroleptis och familjen Arthroleptidae. IUCN kategoriserar arten globalt som otillräckligt studerad. Inga underarter finns listade i Catalogue of Life.